# Okręg wyborczy nr 7 do Sejmu Rzeczypospolitej Polskiej (1991–1993)
Okręg wyborczy nr 7 do Sejmu Rzeczypospolitej Polskiej (1991–1993) obejmował województwo radomskie. W ówczesnym kształcie został utworzony w 1991. Wybieranych było w nim 8 posłów w systemie proporcjonalnym.
Siedzibą okręgowej komisji wyborczej był Radom.

## Wybory parlamentarne 1991
Głosowanie odbyło się 27 października 1991.
| Komitet wyborczy                                      | Komitet wyborczy                                                  | Głosów | %     | Mandaty | Wybrani posłowie                             |
| ----------------------------------------------------- | ----------------------------------------------------------------- | ------ | ----- | ------- | -------------------------------------------- |
|                                                       | Wyborcza Akcja Katolicka                                          | 32 953 | 17,20 | 2       | Jan Łopuszański, Marian Kępka, Jadwiga Berak |
|                                                       | Polskie Stronnictwo Ludowe Sojusz Programowy                      | 23 508 | 12,27 | 1       | Józef Łochowski                              |
|                                                       | Sojusz Lewicy Demokratycznej                                      | 20 604 | 10,75 | 1       | Leszek Biały                                 |
|                                                       | Konfederacja Polski Niepodległej                                  | 15 351 | 8,01  | 1       | Dariusz Sońta                                |
|                                                       | Unia Demokratyczna                                                | 13 320 | 6,95  | 1       | Piotr Nowina-Konopka                         |
|                                                       | Porozumienie Ludowe                                               | 12 200 | 6,37  | 1       | Henryk Bąk                                   |
|                                                       | Porozumienie Obywatelskie Centrum                                 | 11 457 | 5,98  | 1       | Tadeusz Kowalczyk                            |
|                                                       | Niezależny Samorządny Związek Zawodowy „Solidarność”              | 10 029 | 5,23  | –       |                                              |
|                                                       | Kongres Liberalno-Demokratyczny                                   | 8899   | 4,64  | –       |                                              |
|                                                       | Polska Partia Przyjaciół Piwa                                     | 6074   | 3,17  | –       |                                              |
|                                                       | Solidarność Pracy                                                 | 5635   | 2,94  | –       |                                              |
|                                                       | Radomska Lista Ludowo-Samorządowa                                 | 5318   | 2,78  | –       |                                              |
|                                                       | Bezpartyjna Lista Gmin Województwa Radomskiego                    | 4003   | 2,09  | –       |                                              |
|                                                       | Unia Polityki Realnej                                             | 3666   | 1,91  | –       |                                              |
|                                                       | Bóg, Honor, Ojczyzna                                              | 3195   | 1,67  | –       |                                              |
|                                                       | Stronnictwo Demokratyczne                                         | 2139   | 1,12  | –       |                                              |
|                                                       | Partia Wolności                                                   | 1661   | 0,87  | –       |                                              |
|                                                       | Koalicja Polskiej Partii Ekologicznej i Polskiej Partii Zielonych | 1639   | 0,86  | –       |                                              |
|                                                       | Polska Partia Ekologiczna – Zieloni                               | 1378   | 0,72  | –       |                                              |
|                                                       | Ruch Demokratyczno-Społeczny                                      | 1357   | 0,71  | –       |                                              |
|                                                       | Stronnictwo Narodowe                                              | 1234   | 0,64  | –       |                                              |
|                                                       | Zdrowa Polska – Sojusz Ekologiczny                                | 1105   | 0,58  | –       |                                              |
|                                                       | Blok Ludowo-Chrześcijański                                        | 1036   | 0,54  | –       |                                              |
|                                                       | Ruch Chrześcijańsko-Społeczny „Przymierze”                        | 800    | 0,42  | –       |                                              |
|                                                       | Polski Związek Zachodni                                           | 297    | 0,16  | –       |                                              |
| Frekwencja: 38,03% Źródło: Państwowa Komisja Wyborcza |                                                                   |        |       |         |                                              |